# Chiloneus
Genre
Chiloneus est un genre de coléoptères de la famille des Curculionidae, de la sous-famille des Entiminae et de la tribu des Sciaphilini.

## Espèces
- Chiloneus alboscutellaris
- Chiloneus algericus
- Chiloneus aurosus
- Chiloneus brevithorax
- Chiloneus carinidorsum
- Chiloneus chevrolati
- Chiloneus chobauti
- Chiloneus convexiceps
- Chiloneus corpulentus
- Chiloneus costulatus
- Chiloneus curtipennis
- Chiloneus dalmatinus
- Chiloneus diversepubens
- Chiloneus dividuus
- Chiloneus elegans
- Chiloneus gabrieli
- Chiloneus giganteus
- Chiloneus henoni
- Chiloneus hispidus
- Chiloneus humeralis
- Chiloneus infuscatus
- Chiloneus inhumeralis
- Chiloneus jonicus
- Chiloneus latiscrobs
- Chiloneus maculatus
- Chiloneus meridionalis
- Chiloneus microps
- Chiloneus minutissimus
- Chiloneus murinus
- Chiloneus nasutus
- Chiloneus nitens
- Chiloneus ottomanus
- Chiloneus pennatus
- Chiloneus pertusicollis
- Chiloneus phyllobiiformis
- Chiloneus procerus
- Chiloneus pruinosus
- Chiloneus reitteri
- Chiloneus ruficornis
- Chiloneus scythropoides
- Chiloneus setosulus
- Chiloneus siculus
- Chiloneus sitoniformis
- Chiloneus sphaeropterus
- Chiloneus subannulipes
- Chiloneus submaculatus
- Chiloneus sulcirostris
- Chiloneus tuniseus
- Chiloneus veneriatus